# Ebbe Glacier
Ebbe Glacier  – lodowiec dopływowy w Górach Admiralicji w Antarktydzie Wschodniej, uchodzący do Lillie Glacier.

## Nazwa
Nazwany przez Advisory Committee on Antarctic Names (tłum. „Komitet doradczy ds. nazewnictwa Antarktyki”) na cześć Gordona K. Ebbego, dowódcy szwadronu VX-6 w okresie od czerwca 1955 roku do czerwca 1956 roku .

## Geografia
Ebbe Glacier leży w Górach Admiralicji w Antarktydzie Wschodniej, wyznaczając ich kraniec .
Spływa na północny zachód z Homerun Range i Robinson Heights, następnie płynie na północny zachód między Everett Range i Anare Mountains i uchodzi do Lillie Glacier . Obszar zasilania dzieli z Tucker Glacier, który spływa do Morza Rossa . Lillie Glacier wraz z Greenwell Glacier płyną na północny zachód, a Tucker Glacier na południowy wschód .

## Historia
Lodowiec został zmapowany przez United States Geological Survey na podstawie badań terenowych i zdjęć lotniczych wykonanych przez szwadron VX-6 w latach 1960–1962 .